# Soldini
Soldini är en ort i Argentina.   Den ligger i provinsen Santa Fe, i den centrala delen av landet, 280 km nordväst om huvudstaden Buenos Aires. Soldini ligger 41 meter över havet och antalet invånare är 2 771.
Terrängen runt Soldini är mycket platt. Runt Soldini är det tätbefolkat, med 591 invånare per kvadratkilometer.. Närmaste större samhälle är Rosario, 14,0 km nordost om Soldini.
Trakten runt Soldini består till största delen av jordbruksmark.